# معاهدة توسعة منطقة هونغ كونغ
معاهدة توسعة منطقة هونغ كونغ أو معاهدة بكين الثانية هي عقد إيجارٍ وُقِّع بين مملكة تشينغ الصينية ومملكة بريطانيا العظمى المتحدة، انتهى بتأجير مناطق من إقليم هونغ كونغ الحديث - تعرف الآن باسم الأقاليم الجديدة - إلى بريطانيا لمدَّة مائة عام.
وقعت معاهدة توسعة هونغ كونغ في بكين عاصمة الصين بتاريخ 9 يونيو عام 1898، وكان غرضها إعطاء بريطانيا أحقية كاملةً للتصرُّف بأراضيها الجديدة في مستعمرة هونغ كونغ البريطانية، كي تتمكَّن من تحصينها عسكرياً بالدرجة اللازمة. كانت قد جاءت مقترحاتٌ أخرى لاستغلال أراضي هونغ كونغ منذ عام 1894، منها بناء مقبرةٍ وأرض لتدريب الجنود البريطانيين وأرض للتعمير، إضافة إلى دفاعاتٍ أمنية وعسكرية كانت على رأس أولويات المعاهدة.

## الشروط

تظهر باللون الأزرق الغامق جزيرة هونغ كونغ التي احتلَّتها بريطانيا عام 1842، وبالأزرق الفاتح شبه جزيرة كولون التي حازتها عام 1860، وأما باقي الأراضي الرمادية فهي الأقاليم الجديدة التي حصلت عليها بريطانيا بموجب معاهدة توسعة منطقة هونغ كونغ.

نصَّت المعاهدة على أنَّ كافة الأراضي الواقعة بين ما يعرف الآن بـ«الشارع الحدودي» (Boundary Street) ونهر شام تشون والجزر المحيطة - وأهمُّها جزيرة لانتاو - ستؤجَّر لبريطانيا العظمى لمدة 99 عاماً بدون مقابل، بحيث ينتهي عقد الإيجار في 30 يونيو عام 1997. وبذلك أصبحت هذه المناطق المعروفة حالياً باسم الأقاليم الجديدة جزءاً من مستعمرة هونغ كونغ الملكية. وبحسب كلاود ماكسويل ماكدونالد (ممثّل بريطانيا في المعاهدة) فإنَّ سبب اختياره لفترة إيجار 99 عاماً كان أنها «فترة جيّدة كأنها أبدية».